# Lista över fornlämningar i Säffle kommun
Lista över fornlämningar i Säffle kommun är en förteckning av ett urval av de fornlämningar som finns i Säffle kommun.

## Botilsäter
Se Lista över fornlämningar i Säffle kommun (Botilsäter)

## Bro
Se Lista över fornlämningar i Säffle kommun (Bro)

## By
Se Lista över fornlämningar i Säffle kommun (By)

## Eskilsäter
Se Lista över fornlämningar i Säffle kommun (Eskilsäter)

## Gillberga
Se Lista över fornlämningar i Säffle kommun (Gillberga)

## Huggenäs
Se Lista över fornlämningar i Säffle kommun (Huggenäs)

## Kila
Se Lista över fornlämningar i Säffle kommun (Kila)

## Långserud
Se Lista över fornlämningar i Säffle kommun (Långserud)

## Millesvik
Se Lista över fornlämningar i Säffle kommun (Millesvik)

## Svanskog
Se Lista över fornlämningar i Säffle kommun (Svanskog)

## Södra Ny
Se Lista över fornlämningar i Säffle kommun (Södra Ny)

## Tveta
Se Lista över fornlämningar i Säffle kommun (Tveta)

## Ölserud
Se Lista över fornlämningar i Säffle kommun (Ölserud)